# روبرت وارد
روبرت وارد (بالإنجليزية: Robert Ward)‏ هو سياسي بريطاني (وحمل سابقاً جنسية المملكة المتحدة لبريطانيا العظمى وأيرلندا)، ولد في 23 فبراير 1871، وتوفي في 14 يونيو 1942. حزبياً، نشط في حزب المحافظين. في الانتخابات العمومية البريطانية 1895 ‏، انتخب عضو برلمان المملكة المتحدة الـ26 عن دائرة Crewe (UK Parliament constituency) ‏ (13 يوليو 1895 – ).